# Inverser Agonist

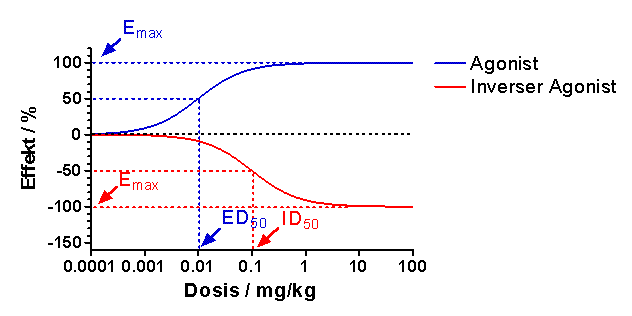
Dosis-Wirkungskurve eines inversen Agonisten im Vergleich zu einem vollen Agonisten. ED_{50} ist die Effektivdosis, bzw. die "halbmaximale Wirkungsstärke". IC_{50} ist die "mittlere inhibitorischen Konzentration".

Als inverse Agonisten werden in der Pharmakologie Substanzen bezeichnet, die an einen spontanaktiven Rezeptor binden und dessen Aktivität herabsetzen. Ein inverser Agonist führt somit im Gegensatz zu einem Agonisten zu einem negativen Effekt.
Gelegentlich werden die inversen Agonisten zu den Antagonisten gezählt. Genauso unpräzise werden gelegentlich negative allosterische Modulatoren als Inversagonisten bezeichnet.
Theoretisch kann ein inverser Agonismus an allen Rezeptoren beobachtet werden, die eine Spontanaktivität (konstitutive Aktivität) zeigen. Beispielsweise hemmen Antihistaminika die spontanaktiven Histaminrezeptoren H1, H2 und H3 und werden daher u. a. als Antiallergika eingesetzt. Weitere Zielmoleküle für die Entwicklung inverser Agonisten sind beispielsweise die Beta-Adrenozeptoren, die Dopaminrezeptoren D2 und D3, die Serotoninrezeptoren 5-HT1A, 5-HT1B, 5-HT2C und 5-HT7, der Formylpeptidrezeptor, der VIP-Rezeptor und der virale Chemokinrezeptor US28, welche ebenfalls unter physiologischen Bedingungen eine Spontanaktivität besitzen oder infolge pathologischer Veränderungen (z. B. Mutation oder Überexpression) zeigen.